# Ted Osius
Ted Osius (sinh 1961) tên đầy đủ là Theodore G. Osius III, công dân bang Maryland, Hoa Kỳ. Ông là một nhà ngoại giao chuyên nghiệp và là cựu Đại sứ của Hoa Kỳ tại Việt Nam nhiệm kỳ (2014-2017). Ông nguyên là viên chức Cơ quan dịch vụ nước ngoài thuộc Bộ Ngoại giao Hoa Kỳ, và nguyên là phó giám đốc văn phòng các vấn đề Bán đảo Triều Tiên thuộc Vụ Đông Á và Thái Bình Dương tại Bộ Ngoại giao Hoa Kỳ. Ông cũng từng là giáo sư tại Đại học Chiến tranh Quốc gia Hoa Kỳ và là chuyên viên của Viện nghiên cứu Chiến lược và Quốc tế (CSIS) tại Washington DC. Ông là vị đại sứ Hoa Kỳ công khai đồng tính đầu tiên tại châu Á.

## Sự nghiệp
Năm 1994 ông tốt nghiệp đại học ngành xã hội học tại Harvard College. 
Năm 1989, ông lấy bằng thạc sĩ về kinh tế quốc tế và chính sách đối ngoại Mỹ tại trường Cao học về Nghiên cứu Quốc tế (SAIS) thuộc Ðại học Johns Hopkins.
Ông đã có 25 năm làm ngoại giao, với phần lớn thời gian làm việc ở châu Á, ở các nước Việt Nam, Thái Lan, Indonesia, Ấn Độ, Philippines. 
Ông nói được tiếng Việt, Pháp, Ý, và biết tiếng Arab, Hindi, Thái Lan, Nhật và Indonesia.
Từ năm 1998, ông Osius đảm nhậm chức cố vấn cho Phó Tổng thống Al Gore về châu Á tới năm 2001.
Ông từng phụ trách phần khoa học công nghệ môi trường tại Đại sứ quán Hoa Kỳ ở Thái Lan trong 3 năm.
Ông đã có 2 năm làm vụ phó Vụ Triều Tiên của Bộ Ngoại giao Hoa Kỳ.
Từ năm 2006 đến năm 2009, ông làm Tham tán Công sứ phụ trách chính trị tại Đại sứ quán Hoa Kỳ ở New Delhi, Ấn Độ.
Năm 2009 tới năm 2012 ông Osius giữ chức Phó đại sứ tại Đại sứ quán Hoa Kỳ ở Jakarta, Indonesia.
Trước khi nhận trách nhiệm làm đại sứ tại Việt Nam, ông giảng dạy tại Học viện Quân sự Quốc gia (National War College).

### Đại sứ
Ngày 18 tháng 11 năm 2014, ông Ted Osius đã được bổ nhiệm vị trí đại sứ Việt Nam sau khi giành thắng lợi trước ba ứng cử viên khác trong một cuộc biểu quyết ở Thượng viện Mỹ theo đề cử của Tổng thống Hoa Kỳ Barack Obama từ hồi tháng 5.
Ngày 1 tháng 12 năm 2014, Ted Osius đã cho đăng một đoạn video trên Youtube tự giới thiệu bản thân mình. Trong đoạn video này, ông Ted Osius đã chào hỏi và tự giới thiệu mình bằng tiếng Việt.

#### Tại Việt Nam
Ông Osius có nhiều kinh nghiệm làm việc ở Việt Nam.
Năm 1996 ông có mặt trong đoàn quan chức Hoa Kỳ đầu tiên tới Việt Nam kể từ khi quan hệ song phương được bình thường hóa

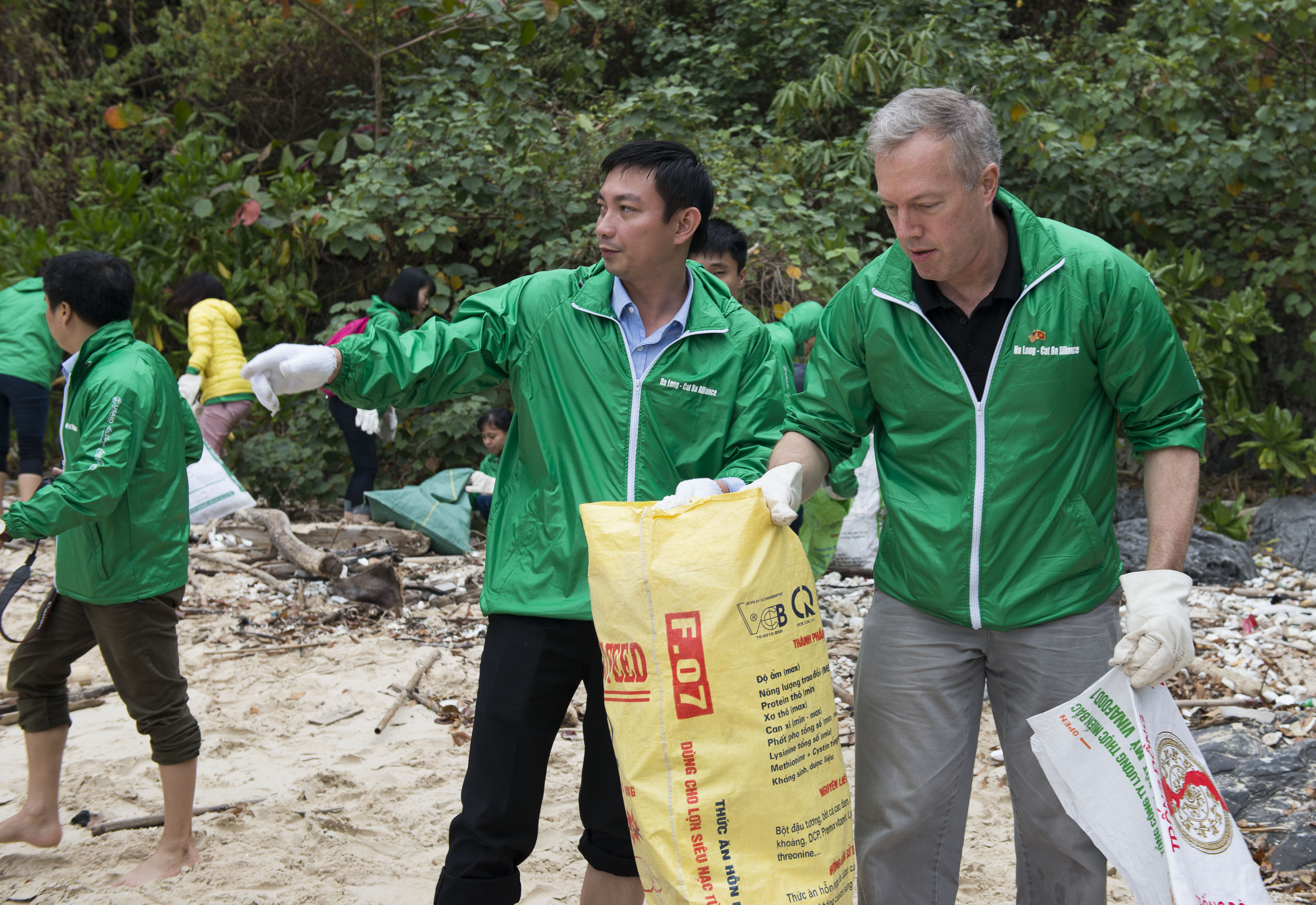
Đại sứ Hoa Kỳ Ted Osius tham gia cùng khoảng 100 tình nguyện viên dọn dẹp bãi biển Hạ Long năm 2017

Năm 1997, ông làm Tùy viên Chính trị đầu tiên tại Tổng Lãnh sự quán Mỹ tại Thành phố Hồ Chí Minh từ sau năm 1975, trong một năm.
Ông Osius đã hỗ trợ lớn cho công việc của ông Pete Peterson, đại sứ Mỹ đầu tiên tại Việt Nam sau khi Hoa Kỳ và Việt Nam bình thường hóa quan hệ ngoại giao, và cùng ông đặt nền tảng cho mối quan hệ giữa hai nước.
Ông từng đại diện phó Tổng thống Mỹ Al Gore, tham gia đội chuẩn bị hiệp định thương mại song phương với Việt Nam. Ông đã tháp tùng Tổng thống Bill Clinton trong chuyến thăm năm 2000 tới Việt Nam.
Ông Osius đã từng đi bằng xe đạp hơn 1.930 km từ Hà Nội tới Thành phố Hồ Chí Minh. Ông hầu như đã đi khắp Việt Nam. Ông đã kêu gọi Hoa Kỳ bãi bỏ lệnh cấm vận vũ khí sát thương cho Việt Nam.
Năm 2017, Osius đã từ chức để phản đối việc trục xuất hàng loạt người Việt tại Mỹ trở lại Việt Nam theo chính sách mới của chính quyền của Tổng thống Donald Trump.
Đến tháng 1/2018, ông Osius và gia đình chuyển đến sinh sống tại TP HCM, chính thức đảm nhiệm chức Phó chủ tịch Đại học Fulbright Việt Nam (FUV). Cựu đại sứ tin rằng hợp tác giáo dục giữa Việt Nam và Mỹ đem lại một trong những mối liên hệ mạnh mẽ nhất giữa hai nước. Tại FUV, sinh viên sẽ học cách trở thành những người giải quyết các vấn đề đầy sáng tạo, giúp xử lý những thách thức của Việt Nam và của cả thế giới. Trường Đại học này đề cao sáng kiến và tự do nghiên cứu.
Chiều ngày 31 tháng 7 năm 2018, ông được nhận Huân chương Hữu nghị tại Việt Nam. Ông cũng là đại sứ Hoa Kỳ tại Việt Nam đầu tiên nhận danh hiệu này.

## Gia đình

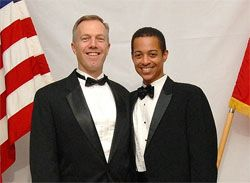
Ted Osius và Clayton Bond, năm 2010

Osius là người đồng tính công khai và đã kết hôn đồng tính với chồng là Clayton Bond tại Vancouver, Canada. Trước đó, họ đã gặp gỡ nhau tại cuộc họp mặt của những người đồng tính trong ngành Ngoại giao Hoa Kỳ vào năm 2004. Hai người đang nhận nuôi một bé trai.
Ông cho rằng mình không gặp khó khăn gì với các chính phủ và người dân trên đường phố ở các nước ông tới làm việc khi họ biết ông là đồng tính.

## Câu nói
..."Tôi thích thú với cơ hội mang lại cho Hoa Kỳ thêm những người bạn ở một nơi mà trước đây chỉ gợi nhớ người Mỹ đến xung đột."

## Đánh giá
- "...Đại sứ Osius là một người lãnh đạo trong GLIFAA từ rất lâu trước khi cộng đồng này có thể cảm thấy thoải mái khi công khai ở Bộ Ngoại giao. Và việc bổ nhiệm ông là nguồn cảm hứng cho tất cả chúng tôi"-Selim Ariturk, chủ tịch nhóm nhân viên đồng tính, song tính và chuyển giới của Bộ Ngoại giao Mỹ (GLIFAA).